# Pingree Grove
Pingree Grove és una població dels Estats Units a l'estat d'Illinois. Segons el cens del 2000 tenia 124 habitants.

## Demografia
Segons el cens del 2000, Pingree Grove tenia 124 habitants, 50 habitatges, i 35 famílies. La densitat de població era de 77,2 habitants/km².
Dels 50 habitatges en un 18% hi vivien nens de menys de 18 anys, en un 56% hi vivien parelles casades, en un 6% dones solteres, i en un 30% no eren unitats familiars. En el 26% dels habitatges hi vivien persones soles el 14% de les quals corresponia a persones de 65 anys o més que vivien soles. El nombre mitjà de persones vivint en cada habitatge era de 2,48 i el nombre mitjà de persones que vivien en cada família era de 2,89.
Per edats la població es repartia de la següent manera: un 16,9% tenia menys de 18 anys, un 8,1% entre 18 i 24, un 30,6% entre 25 i 44, un 25% de 45 a 60 i un 19,4% 65 anys o més.
L'edat mediana era de 42 anys. Per cada 100 dones de 18 o més anys hi havia 98,1 homes.
La renda mediana per habitatge era de 45.313 $ i la renda mediana per família de 50.625 $. Els homes tenien una renda mediana de 56.250 $ mentre que les dones 26.071 $. La renda per capita de la població era de 23.396 $. Cap de les famílies estaven per davall del llindar de pobresa.

## Poblacions més properes
El següent diagrama mostra les poblacions més properes.